# Юрсель
Юрсе́ль (фр. Urcel) — коммуна во Франции, находится в регионе Пикардия. Департамент коммуны — Эна. Входит в состав кантона Лан-1. Округ коммуны — Лан.
Код INSEE коммуны — 02755.

## Население
Население коммуны на 2010 год составляло 549 человек.
| 1962 | 1968 | 1975 | 1982 | 1990 | 1999 | 2010 |
| ---- | ---- | ---- | ---- | ---- | ---- | ---- |
| 404  | 377  | 463  | 470  | 502  | 556  | 549  |

## Экономика
В 2010 году среди 362 человек трудоспособного возраста (15—64 лет) 270 были экономически активными, 92 — неактивными (показатель активности — 74,6 %, в 1999 году было 77,6 %). Из 270 активных жителей работали 250 человек (135 мужчин и 115 женщин), безработных было 20 (10 мужчин и 10 женщин). Среди 92 неактивных 35 человек были учениками или студентами, 38 — пенсионерами, 19 были неактивными по другим причинам.